# کیثیرا ۵۷۰

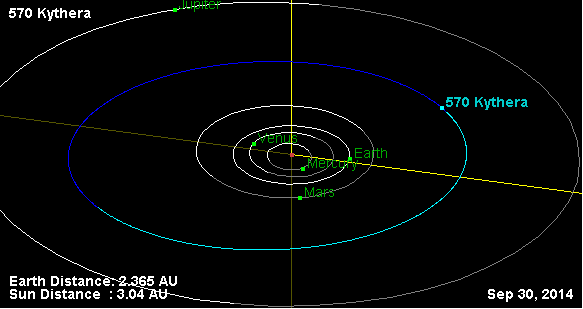
نمایی از محل قرارگیری سیارک کیثیرا ۵۷۰ در مدار – ۲۰۱۴

سیارک ۵۷۰ (به انگلیسی: 570 Kythera، نامگذاری:1905QX) پانصد و هفتادمین سیارک کشف شده‌است که در ۳۰ ژوئیه ۱۹۰۵ و در هایدلبرگ کشف شد.
قدر مطلق سیارک برابر ۸٫۸۱ است.